# 가속주의
가속주의(加速主義, 영어: accelerationism)는 기존 체제를 비안정화하고 급진적인 사회 변혁을 창출하기 위해 자본주의 성장, 기술 변화 및 기타 사회 변화과정의 급격한 강화를 요구하는 이념의 범주이다. 이는 사회적 변화 및 기술 진보와 같은 자본주의 측면을 모두 지지하는 상호 모순되는 좌익 및 우익 변형으로 나뉜 이념적 스펙트럼이다.
가속주의는 질 들뢰즈와 펠릭스 가타리와 같은 철학자들의 아이디어에 선행됐다. 이러한 아이디어에 영감받아 워릭 대학교의 일부 직원들은 닉 랜드가 이끄는 사이버네틱 문화 연구 단위(CCRU)라는 철학 집단을 결성했다. 랜드와 CCRU는 사이버펑크와 정글 음악과 같은 포스트휴머니즘과 1990년대 사이버 문화의 아이디어를 더욱 발전시켜 가속주의의 원동력이 됐다. CCRU가 해체된 후, 벤자민 노이스는 비판적 저작에서 이 운동을 가속주의라고 명명했다. 다른 해석이 나타났다. 랜드의 우익 사상은  자본주의를 진보, 기술, 지식의 원동력으로 장려하는 반면, 마크 피셔, 닉 스르니체크, 알렉스 윌리엄스와 같은 좌익 사상가들은 사회주의를 달성하기 위해 자본주의 기술과 인프라를 사용해야 한다고 장려하기 위해 유사한 아이디어를 활용했다.
이 용어는 자본주의와 기술과 무관한 방식으로도 사용됐다. 그러한 사용 중 하나는 신파시스트, 신나치, 백인 민족주의자, 백인 우월주의자와 같은 우익 극단주의자들이 백인민족국가를 폭력적으로 구축하기 위한 수단으로 암살, 살인, 테러 공격을 통해 인종 갈등을 가속화하는 것을 지칭하는 것이다.

## 배경
가속주의의 역사는 세 개의 물결로 구분된다. 첫째, 질 들뢰즈, 펠릭스 가타리, 장 프랑수아 리오타르, 장 보드리야르와 같은 70년대 프랑스 포스트마르크스주의자들이 있는데, 이들의 사상은 68년 5월 혁명 이후에 일어났다. 두 번째 물결은 닉 랜드와 CCRU의 작업으로 90년대에 일어났다. 세 번째 물결은 2010년대 프로메테우스적 좌익 가속주의였다.

### 영향과 선구자
가속주의라는 용어는 로저 젤라즈니의 1967년 소설 신들의 사회에서 처음 사용됐다. 나중에 교수이자 저자인 Benjamin Noys가 그의 2010년 저서 The Persistence of the Negative에서 자본주의 성장에 대한 이단적 마르크스주의 및 반마르크스주의적 개요를 수용한 특정 포스트구조주의자들의 궤적을 설명하기 위해 대중화했다. 예를 들어 들뢰즈와 가타리는 1972년 저서 안티 오이디푸스에서, 리오타르는 1974년 저서 리비도 경제에서, 보드리야르는 1976년 저서 상징적 교환과 죽음에서 그러했다. Noys는 나중에 "이 시점에서 우리가 가속주의라고 부를 수 있는 것은 자본주의 생산의 힘을 타고 자본주의 자체를 불안정하게 만드는 데 전념하는 것"이라고 말했다.
패트릭 가메즈는 프랑스 사상가들의 욕망 철학, 특히 들뢰즈와 가타리의 자본주의와 조현병을 정통마르크스주의와 정신분석학에 대한 거부로 간주한다. 특히 영향력있는 것은 들뢰즈와 가타리의 욕망-생산 개념이다. 그들은 인간의 욕망을 소비로 충족되는 결핍으로 보기보다는 적절한 조직이나 목적이 없는 비인간적인 생산 에너지의 흐름으로 본다. 모든 규범성이나 기능주의는 작업을 수행하고 영토화하는 욕망의 흐름에서 비롯되며, 이는 탈영토화와 재영토화 과정에서 새로운 욕망의 흐름이 이를 압도할 때까지 지속된다. 뱅상 르(Vincent Le)는 들뢰즈와 가타리의 모델이 기계에 기반한다고 지적한다. 기계는 서로 다른 기능을 수행하는 여러 부품의 조립체인 것처럼, 인간과 사회체는 욕망을 생산하는 "기관"의 조립체이다. 그들은 자본주의가 안정적인 욕망의 코드보다는 끊임없는 탈영토화에 기반을 두고 있기 때문에 역사상 가장 급진적으로 탈영토화하는 과정이라고 생각한다. 르는 섹스와 음식을 예로 든다. 그것들은 더 이상 결혼과 생계를 위해서만 코드화되지 않고, 오히려 다른 욕망을 생산하는 상품으로 코드화된다. 자본주의는 기관없는 신체, 즉 정해진 기능이나 코드화된 욕망이 없는 상태를 지향하지만, 결코 그러한 상태에 도달하지 못한다. 왜냐하면 자본주의는 사물을 판매용 상품으로 재코드화하여 재영토화를 일으키고 다시 탈영토화하기 때문이다. 가메즈는 랜드의 사상이 프랑스 사상가들의 반인문주의, 또한 자본주의가 전통적 위계를 파괴하고 욕망을 해방하는 것에 대한 그들의 모호함, 심지어 찬양의 영향을 받았다고 설명한다.
가속주의의 기본 사상과 개념을 창조하고 영감을 준 것으로 널리 알려진 랜드는 2017년 에세이 "가속주의에 대한 간단하고 쉬운 소개"에서 선제적 가속주의적 태도를 표명한 여러 철학자를 인용했다. 첫째, 프리드리히 니체는 권력에의 의지의 단편에서 "유럽 인간의 평준화 과정은 억제되어서는 안 되는 위대한 과정이며, 오히려 가속해야 한다"고 주장했다. 안티 오이디푸스를 위해 이 개념에서 영감을 얻은 들뢰즈와 가타리는 자본주의 경향을 영속시키기 위한 전례없는 "혁명적 경로"에 대해 더욱 추측했다. 이 구절은 가속주의에 대한 중심적인 영감으로 인용된다.
하지만 어떤 혁명적 경로가 있을까? 과연 있을까? 사미르 아민이 제3세계 국가들에 조언했듯이, 파시스트적 "경제적 해결책"의 기묘한 부활 속에서 세계 시장에서 물러나는 것일까? 아니면 정반대 방향으로 나아가는 것일까? 즉, 시장의 움직임, 해독화, 그리고 탈영토화의 흐름 속에서 더욱 나아가는 것일까? 어쩌면 고도로 분열적인 성격의 이론과 실천의 관점에서 볼 때, 그 흐름들은 아직 충분히 탈영토화되지 않았고, 충분히 해독화되지 않았을지도 모른다. 그 과정에서 물러나는 것이 아니라, 더 나아가 "그 과정을 가속화"하는 것이다. 니체가 말했듯이: 사실 이 문제에 대해 우리는 아직 아무것도 보지 못했다.— 질 들뢰즈와 펠릭스 가타리, 안티 오이디푸스

랜드는 또한 1848년 연설 "자유무역 문제에 관하여"에서 자유무역을 사회적으로 파괴적이고 계급갈등을 조장한다고 묘사하고 실제로 자유무역을 주장함으로써 들뢰즈와 가타리보다 1세기 앞서 가속주의 원칙을 예상했던 칼 마르크스를 인용했다.
그러나 일반적으로 오늘날의 보호주의 체제는 보수적인 반면, 자유무역 체제는 파괴적이다. 그것은 낡은 민족주의를 해체하고 프롤레타리아와 부르주아의 대립을 극한으로 몰고 간다. 한마디로, 자유무역 체제는 사회혁명을 촉진한다. 여러분, 바로 이러한 혁명적 의미에서만 나는 자유무역에 찬성표를 던진다.— 칼 마르크스, 자유무역 문제에 관하여

로빈 맥케이와 Armen Avanessian은 정치경제학 비판 요강의 "기계에 관한 단편"을 마르크스의 "가장 공개적으로 가속주의적인 저작"으로 지적한다. Noys는 마르크스의 영향에 대해 "공산당 선언에서 가장 명백한 자본주의의 힘을 찬양하는 마르크스(엥겔스와 공동 집필)는 자본을 초월하고 벗어나는 어려움을 강조하는 마르크스, 즉 자본의 마르크스보다 더 낫다"고 말하며, 니체를 통해 걸러진 마르크스의 가속주의적 관점을 특징짓는다.
마크 피셔는 안티 오이디푸스에서 랜드와 동일한 발췌문을 언급했으며 리비도 경제에서 "악명 높은 텍스트에서 기억되는 유일한 구절"로 묘사한 부분과 "즉각적으로 가속주의적 책략의 풍미를 주는" 부분을 언급했다.
영국의 실업자들은 살아남기 위해 노동자가 될 필요가 없었다. 그들은 광산, 주조소, 공장, 지옥에서 버티는 것의 히스테리적이고 자학적인, 어떤 종류의 피로감을 즐겼다. 실제로 그들에게 강요된 유기적 신체의 광적인 파괴를 즐겼다. 그들은 농민 전통이 그들을 위해 구축한 정체성인 개인적 정체성의 분해를 즐겼고, 가족과 마을의 해체를 즐겼고, 아침과 저녁에 교외와 술집의 새로운 괴물 같은 익명성을 즐겼다.— 장 프랑수아 리오타르, 리비도 경제

닉 스르네치크와 알렉스 윌리엄스는 또한 블라디미르 레닌이 사회주의의 후속 기능에서 자본주의적 진보가 중요하다고 인식했다고 인정했다.
현대 과학의 최신 발견에 기반한 대규모 자본주의적 공학 없이는 사회주의는 상상할 수 없다. 수천만 명의 사람들이 생산과 분배에 있어 통일된 기준을 가장 엄격하게 준수하도록 하는 계획된 국가 조직 없이는 사회주의는 상상할 수 없다. 우리 마르크스주의자들은 항상 이에 대해 이야기해 왔으며, 이것조차 이해하지 못하는 사람들(무정부주의자들과 좌파 사회혁명당의 절반 정도)과 이야기하는 것은 2초도 낭비할 가치가 없다.— 블라디미르 레닌, "좌익" 소아병

가속주의는 또한 공상과학(특히 사이버펑크)과 일렉트로닉 댄스 뮤직의 영향을 받았다. 피셔와 맥케이는 터미네이터, 프레데터, 블레이드 러너를 특정 공상과학 작품으로, 정글 음악을 특정 일렉트로닉 음악 장르로 언급했다. 맥케이와 Avanessian은 또한 뉴로맨서 3부작을 언급했다. 이언 해밀턴 그랜트는 "뉴로맨서가 철학과에 진출했고 바이러스처럼 퍼졌다. 공용실 곳곳에 낡은 페이퍼백이 널려있었다"고 언급했다. 피셔는 1990년대 랜드의 "이론 소설"에 대해 "그것은 프랑스론에 대한 거리두기 독해가 아니라 지옥의 묵시록과 같은 영화와 깁슨의 뉴로맨서와 같은 소설과 들뢰즈와 가타리를 같은 평면에 올려놓은 사이버고딕 리믹스였다"고 말한다. 맥케이는 또한 러시아 코스미즘과 에레혼을 영향으로 언급하는 반면 Noys는 도나 해러웨이의 사이보그 작업을 언급한다.

### 사이버네틱 문화 연구 단위
랜드, 맥케이, 피셔, 그랜트를 포함한 워릭 대학교의 철학 집단인 사이버네틱 문화 연구 단위(CCRU)는 이 운동의 가장 중요한 부분 중 하나였다. 피셔는 CCRU의 가속주의를 "일종의 과장된 반정치, 인간 행위의 무관성에 대한 '테크니힐로' 찬양으로, 부분적으로는 브로델에서 마누엘 데란다가 발전시킨 친시장, 반자본주의 노선과 시장화를 '혁명적 경로'로 설명하는 반오이디푸스 부분에서 영감을 받았다"고 설명했다. 다른 중요한 구성원으로는 Sadie Plant와 레이 브라지에가 있다. 이 그룹은 워릭 대학교와 전통적인 좌익 학계에 극명하게 반대했다. 맥케이는 "랜드가 좌익인 척 한 적이 없다고 생각한다! 그는 진지한 철학자이자 지적인 사상가이지만, 항상 '최악의' 가능한 시나리오를 큰 기쁨으로 제시하여 좌파를 미끼로 삼는 것을 좋아했다...!"고 말했다. 랜드가 그룹에 더 큰 영향력을 행사하고 워릭 대학교를 떠나면서 그들은 더 이단적이고 신비로운 아이디어로 전환했다. 랜드는 암페타민 남용으로 인해 쇠약해졌고 2000년대 초에 사라졌으며 CCRU도 그와 함께 사라졌다.

### 작업들
가디언은 로빈 맥케이와 아르멘 아바네시안이 편집한 2014년 선집 #Accelerate: The Accelerationist Reader를 "이 운동에 대해 유일하게 적절한 현존하는 가이드"라고 칭했다. 또한 랜드의 작업을 모은 2011년 선집 Fanged Noumena를 "가속주의의 가장 어둡고 매혹적인 구절들을 담고 있다"고 설명했다. 맥케이는 Fanged Noumena의 출판이 새로운 가속주의적 사고의 출현을 가져왔다고 말한다. 2015년 Urbanomic and Time Spiral Press는 CCRU라는 이름으로 출판된 알려진 텍스트의 완전한 모음집인 Writings 1997-2003을 출판했는데, 회복 불가능하게 분실되었거나 특정 회원에게 기인한 텍스트는 제외했다. 그러나 #Accelerate: The Accelerationist Reader에 있는 것과 같은 CCRU라는 이름으로 출판된 일부 작품은 포함되지 않았다.

## 개념

### 포스트휴머니즘

#### 프로메테우스주의
프로메테우스주의는 가속주의와 밀접하게 연관된 용어로, 그리스 신화의 프로메테우스를 언급한다.
레이 브라지에의 "프로메테우스주의와 그 비판자들"은 #Accelerate: The Accelerationist Reader에 수록되어 있으며, 장 피에르 뒤퓌 의 하이데거적 인체개조 비판과 트랜스휴머니즘 비판을 다룬다. 브라지에는 인공물과 자연물의 구분을 의적이고 신학적인 것으로 비판하며, 인간 본성과 세계를 있는 그대로 받아들이는 대신 합리주의를 통해 재설계할 가능성에 대한 개방성을 표명하며, "프로메테우스주의는 우리가 성취할 수 있는 것 또는 우리 자신과 세상을 변화시킬 수 있는 방식에 미리 정해진 한계를 가정할 이유가 없다는 주장일 뿐"이라고 주장한다. 스르니체크와 윌리엄스는 "우리는 사회와 환경에 대한 최대의 지배력을 가진 프로메테우스적 정치만이 세계적 문제를 해결하거나 자본에 대한 승리를 거둘 수 있다고 선언한다"라고 말하며 이 용어를 사용했다. Negarestani와 Wolfendale은 "비인간적 합리주의"(또는 "합리주의적 비인간주의")라는 개념을 사용하여 이성이 인간을 근본적으로 다른 것으로 변형시킬 것을 옹호한다.

### 초신
초신(Hyperstition)은 랜드와 CCRU에 기인한 용어로, Fluss와 Frim은 이를 "미래에 대한 우리의 선택된 믿음(아무리 환상적일지라도)이 소급적으로 우리의 현재 현실을 형성하고 형상화할 수 있다"는 관점으로 특징지었다. Viewpoint Magazine은 Roko의 바실리스크를 예로 들며 "Roko의 바실리스크는 단순히 자기실현적 예언이 아니다. 특정 결과를 향해 사건에 영향을 미치는 것이 아니라, 그 결과는 그 자체의 예측에 의해 생성된다"고 말했다. 가속주의는 자신이 시작하는 바로 그 변형에 대한 선구적 정치적 상상을 구성하는 데 있어서 초신적이다. Noys는 "CCRU는 현재에 공감을 불러일으키고 그 세계의 달성을 앞당길 수 있는, 실현된 통합된 인간-기술 세계의 이미지를 만들려고 노력했다"고 말했다. 이러한 이미지는 사이버펑크 공상과학, 일렉트로닉 댄스 음악, 그리고 H. P. 러브크래프트의 기묘한 소설에서 발견됐다. Simon O'Sullivan은 특히 Land, Plant, Negarestani의 이론 소설 글쓰기 스타일을 예로 들었다. 초신의 메커니즘은 피드백 루프의 한 형태로 이해된다. Ljubisha Petrushevski에 따르면 랜드는 자본주의가 실현되는 미디어의 허구적 이미지를 통해 스스로를 재생산한다는 점에서 자본주의를 초신적이라고 생각한다. 이 현상은 미래에서 "침략"하는 일련의 세력으로, 자본을 사용하여 소급적으로 자신의 존재를 가져오고 인류를 특이점으로 밀어붙이는 것으로 간주된다. Fluss와 Frim은 좌파적 관점은 인간적이거나 진보된 문명이 어떤 모습일지에 대한 선제적 지식을 거부하고, 대신 미래의 진보를 전적으로 열려 있고 자유로운 선택의 문제로 본다고 말했다. 따라서 진보는 진실이 되기를 목표로 하는 "허구"로 구성되어 있다는 점에서 초신적인 것으로 간주된다.

## 분파

### 우익 가속주의
랜드는 우익 가속주의(혹은 우-가속주의)를 주창하며, 플루스와 프림은 맨시우스 몰드버그와 저스틴 머피도 언급한다. 랜드는 현대 세계의 속도 증가를 규제되지 않은 자본주의와 그것의 기하급수적으로 성장하고 스스로 개선하는 능력에 기인하며, 자본주의를 "상업화와 산업화가 폭주하는 과정에서 서로를 자극하는 긍정적 피드백 회로"라고 설명한다. 그는 자본주의에 대처하는 가장 좋은 방법은 더 큰 기하급수적 성장과 자기 개선을 촉진하고 이와 함께 기술 진보를 가속화하기 위해 더 많이 참여하는 것이라고 주장한다. 랜드는 또한 그러한 가속이 자본주의에 내재적이지만 비자본주의 시스템에서는 불가능하다고 주장하며, "자본은 어떤 외부적 '혁명'보다 더 철저하게 스스로를 혁명화한다"고 말한다. Vox와의 인터뷰에서 그는 "우리의 질문은 '과정'이 원하는 것(즉, 자발적으로 촉진하는 것)과 그것이 불러일으키는 저항이었다"고 말하며, 가속주의의 이면에 있는 "가정"은 "[기술자본주의] 자체 확대 변화의 일반적인 방향은 분권화를 향하고 있다"는 것이라고 언급했다. Mackay는 랜드의 입장을 "자본주의는 유전적 사회형태와 제약을 해소하는 경향이 있기에 [...] 미지의 세계로의 탐험 엔진으로 여겨진다. 따라서 '지성 편에 서는 것'은 자본의 붕괴 과정과 그것이 수반할 수 있는 인간과 지구의 모든 재처리에 대한 모든 주의를 완전히 포기하는 것"이라고 요약했다.
뱅상 르는 랜드의 철학이 인간중심주의에 반대한다고 생각하며, 그의 초기 저서 칸트, 자본, 그리고 근친상간 금지에서 초월적 관념론과 자본주의에 대한 비판을 인용한다. 르에 의하면, 랜드는 인간의 개념적 경험을 넘어서는 실재를 부정하는 철학에 반대하며, 죽음을 인간의 한계를 뛰어넘어 실재계를 파악하는 방식으로 여긴다. 이는 랜드가 들뢰즈와 가타리를 읽고 사이버네틱스를 공부한 후 변화한 자본주의에 대한 견해로 유지된다. 르는 "성숙한 랜드는 자본주의에 대한 좌파적 비판을 포기했지만 인간중심주의에 대한 경멸과 철학자가 우리 인간성의 가장자리에서만 진실에 접근할 수 있다는 그의 해결책을 결코 떨쳐내지 못할 것"이라고 말했다. 랜드는 자본주의를 영토화 과정으로 보는 들뢰즈와 가타리의 개념을 활용하면서도 그것이 보상적 재영토화를 이르킨다는 그들의 견해를 폐기한다. 들뢰즈와 가타리의 인간중심적 원리가 부족한 랜드는 절대적 영토화를 추구하며 자본주의를 기술 진보를 가속화하는 메커니즘과 함께 가속화되는 영토화로 구성된 실재로 본다. 그는 "현실은 기계적 무의식에 내재적"이라고 말한다. Gamez는 랜드는 또한 자본주의를 인공 지능의 한 형태로 본다고 언급한다. 르는 "랜드가 인간의 소멸을 들뢰즈와 가타리처럼 문제보다는 현실에 접근하기 위한 해결책으로 보기에 우리가 기관 없는 몸이 되기 위해 적극적으로 노력해야한다고 단언한다. 그것이 우리를 죽일지라도가 아니라 바로 그것이 우리를 죽이기 때문"이라고 말한다.
데니스 치스티야코프는 CCRU의 저작이자 Fanged Noumena에 수록된 저작 중 하나인 "멜트다운"이 가속주의를 생생하게 표현한다고 지적한다. 랜드는 중국에서 기술자본의 특이점이 발생하여 인공지능, 인체개조, 생명공학, 나노기술 혁명이 일어날 것이라고 예측했다. 이는 기존의 현상을 뒤집고, 과거 선진국들은 통제력을 유지하고 특이점을 막기 위해 고군분투하며 붕괴 직전에 있다. 그는 DNA 컴퓨팅으로 강화된 생물전과 같은 수단을 통해 제도를 하향식으로 장악하는 새로운 반권위주의 운동을 묘사했다. 그는 소비주의에 봉사하는 자본주의의 자체 및 기술 최적화 경향이 기술에 의한 인간성의 향상과 결국에는 인간성의 대체를 초래할 것이라고 주장하며, "인간적인 어떤 것도 근미래에 살아남을 수 없다"고 단언했다. 결국 기술의 자기개발은 "테라가 끓어오르는 K-펄프(그레이 구와는 달리 증식하면서 미생물 지능을 합성함)"로 녹아내리는 것으로 절정에 달할 것이다. 그는 또한 전통 철학이 전제주의로 치닫는 경향이 있다고 비판하며, 대신 들뢰즈가타리의 조현분석을 "이미 1972년에 비선형 나노공학의 폭주에 뛰어든" 것으로 칭찬했다. 르는 랜드가 특이점에서 인간의 멸종을 수용한다고 말하며, 결과적으로 초지능 AI가 기관이 없는 신체의 실재를 완전히 이해하고 구현하게 될 것이며, 인간의 현실 왜곡에서 자유로워질 것이라고 주장한다. 가메즈는 랜드가 러브크래프트의 "생각하는 얼굴 촉수"를 언급한 것이 랜드가 비인간적이고 "이해할 수 없는" 지경까지 변형하는 데 관심을 두고 있음을 강조한다고 지적한다.
랜드는 중국의 경제정책을 가속주의적이라고 끊임없이 칭찬했고, 상하이로 이사하여 정부 지지 선전으로 규정된 자료를 쓰는 기자로 일했다. 그는 또한 덩샤오핑 및 싱가포르의 리콴유를 극찬했으며, 리콴유를 "자유를 독재적으로 가능케하는 사람"이라고 불렀다.

#### 암흑계몽주의
랜드의 신반동주의 참여는 가속주의에 대한 그의 견해에 영향미쳤다. 그는 저서 암흑계몽주의에서 CEO가 국가를 통제하는 자본주의적 군주제 형태를 옹호한다. 그는 민주적이고 평등주의적인 정책이 가속과 기술자본의 특이점을 늦출 뿐이라고 주장하며, "속도 기계나 산업자본주의 외에도 점점 더 완벽하게 무게가 실리는 감속기가 있다. [...]  희극적으로, 이 제동장치의 제작은 진보로 선언된다. 그것은 좌파의 위대한 업적이다." 르는 "랜드가 몰드버그의 정치체제에 끌리는 이유는 신카메라주의 국가가 몇 년마다 재선되기 위해 근시안적인 여론을 달래야 하는 민주적 정치인의 필요 없이 장기적인 기술 혁신을 자유롭게 추진할 수 있기 때문"이라고 말한다. 랜드는 신반동주의 운동을 지지하도록 가속주의자들을 옹호했지만 많은 사람들이 인종에 대한 그의 견해에 반응하여 그와 거리를 두었다.

## 같이 보기
- 변화 가속화
- 효과적 가속주의
- 특이점주의